# 布巴卡尔·杜尔
布巴卡尔·杜尔（法語：Boubacar Toure，1995年12月31日—）為塞内加尔男子籃球運動員，現效力於B.League的仙台89人。

## 職業生涯
2020年6月17日，羅阿訥合唱團引進杜尔。2021年1月11日，杜尔與羅阿訥合唱團延長合約至2022年6月。2022年7月4日，托法斯簽下杜尔。2023年7月4日，杜尔與瓦伦西亚簽下兩年合約。2024年12月7日，杜尔加入中国男子篮球职业联赛辽宁沈阳三生。2025年1月4日，辽宁沈阳三生終止與杜尔的合約，杜尔代表辽宁沈阳三生出賽7場，場均2.7分、3籃板。

## 外部連結
- 布巴卡尔·杜尔在fiba.basketball（英语）
- 布巴卡尔·杜尔在歐洲籃球聯賽官網（英语）
- 布巴卡尔·杜尔在西班牙篮球甲级联赛官網（球員）（西班牙语）
- 布巴卡尔·杜尔在TBLStat.net（英语）
- 布巴卡尔·杜尔在法國籃球甲級聯賽官網（法语）
- 布巴卡尔·杜尔在中国男子篮球职业联赛官網
- 布巴卡尔·杜尔在Basketball-Reference.com（國際）（英语）
- 布巴卡尔·杜尔在Sports-Reference.com（NCAA）（英语）
- 布巴卡尔·杜尔在Eurobasket.com（球員）（英语）
- 布巴卡尔·杜尔在Proballers（英语）
- 布巴卡尔·杜尔在RealGM（球員）（英语）
- 布巴卡尔·杜尔在中国篮球数据库